# Gammelfrisisk Hus
Gammelfrisisk Hus (på tysk Altfriesisches Haus) er et kulturmuseum i landsbyen Kejtum på den nordfrisiske ø Sild. Museet ligger tæt ved klinten Kejtum Klev ved vadehavet. Museet er indrettet i et kaptajnshus fra 1700-tallet.
Bygningen består af flere udstillingsrum, hvor besøgende kan opleve hverdagslivet i kaptajnfamilierne på øen i 1700- og 1800-tallet. Den består af (blandt andet) et dørns (på sildfrisisk kööv, dagligstue), hvor der er et komfur og to alkover, en pisel (piisel, den fine stue) og et kælderkammer (kelerkaamer). Spisekammeret (spiiskaamer) støder op til køkkenet (kööken), som igen omfatter en alkove. De flisede og træpanelerede vægge er typiske for den lokale byggeskik. Øens maritime tradition dokumenteres af mange genstande som søfolkene tog med hjem fra fartene. I 1800-tallet var bygningen hjemsted for læreren og krønikeskriveren Christian Peter Hansen (1803-1879). I 1907 blev den omskabt til museum. Få hundred meter øst for det gammelfrisiske hus ligger Sild-Museet (Sylt Museum), hvor der fortælles øens historie frem til midten af 1800-tallet. Begge museer ejes og drives af Sölring Foriining.